# Classificazione

Esempio di classificazione bidimensionale tra 5 differenti classi

Il termine classificazione viene utilizzato per varie attività che si possono ricondurre alla gestione delle conoscenze. Si tratta dell'operazione con cui un insieme indistinto di oggetti o entità vengono riorganizzati secondo una gerarchia ordinata, dando la possibilità di potersi orientare tra questi e di conoscerne legami e dipendenze reciproche.
Molte classificazioni si incontrano nelle opere di riferimento come i trattati, i cataloghi, le collezioni, gli atlanti (anche non necessariamente geografici) e le opere enciclopediche come la stessa Wikipedia. In questi "raccoglitori di conoscenze" si possono individuare molti esempi significativi di classificazioni e queste constatazioni mostrano che le classificazioni svolgono ruoli di grande importanza nella organizzazione e nella gestione delle conoscenze.
La classificazione riguarda molte attività diverse e viene studiata sotto molteplici punti di vista, tra cui la filosofia, la legge, l'antropologia, la biologia (classificazione scientifica), la tassonomia, la chimica, la cognizione, la comunicazione, l'organizzazione del sapere, la psicologia, la statistica, l'apprendimento automatico, la biblioteconomia e la matematica.

## Descrizione
Può essere definita classificazione l'attività consistente nel disporre le entità di un dato dominio di conoscenze (persone di un dato gruppo sociale, specie animali o vegetali, oggetti di un certo genere, concetti di un certo settore disciplinare, nozioni utilizzate per certi fini, ...) in opportuni contenitori di conoscenze tra i quali si stabiliscono dei collegamenti e relazioni reciproche. Per i contenitori vengono usati vari termini: classi, sezioni, categorie, specie, sottospecie, fasce, ... ; per i collegamenti e le relazioni si incontrano termini come superiorità, maggiore o minore comprensione, dipendenza, dominanza, eccetera.
Le attività di classificazione hanno il fine di organizzare le entità del dominio in esame in modo che possano essere presentate ai fruitori servendosi di criteri riconducibili ad una certa razionalità, in certi casi arrivando alla possibilità di avvalersi di regole precise e di procedure.
Le classificazioni si applicano a moltissimi campi (forse a tutti i campi di conoscenza) e molte di esse raggiungono grande autorevolezza e influenzano molti comportamenti; esse sono adottate da provvedimenti legislativi, da procedure amministrative e da strumenti informatici per l'elaborazione delle conoscenze. Molte classificazioni sono sottoposte a procedimenti di standardizzazione, alcune diventano standard ufficiali, altre standard de facto. La definizione di alcuni tipi di classificazione richiede grande impegno e talora emergono da (o naufragano a causa di) duri scontri fra gruppi di potere o posizioni ideologiche; spesso sono figlie di compromessi.
La collocazione delle entità nei diversi contenitori si basa (direttamente o indirettamente, ma in modo determinante) sull'individuazione di differenze di rilievo tra le entità stesse, cioè su processi di distinzione.

### Classificazioni e digrafi
La presentazione di ogni classificazione comporta l'identificazione dei contenitori e la precisazione dei collegamenti fra i contenitori;
Inoltre sarebbe necessario esplicitare i criteri che hanno portato a determinare contenitori e collegamenti; spesso però questi non vengono esplicitati, gli elementi della classificazione non vengono definiti con chiarezza e vengono introdotti soltanto in modo intuitivo, non molto razionalizzato, fidando nella tradizione e nelle abitudini di una comunità; questo accade anche in molte classificazioni autorevoli.
Per descrivere le classificazioni, può essere utile servirsi delle nozioni e del linguaggio della teoria dei grafi, e più precisamente dei digrafi e dei loro arricchimenti. Insieme ai digrafi sono utili le loro raffigurazioni: queste permettono di illustrare visivamente molti aspetti delle classificazioni più complesse.
Il linguaggio e i metodi della teoria dei grafi, inoltre, sono sostanzialmente inevitabili quando si definiscono strumenti informatici che supportino la definizione di certe classificazioni, la loro presentazione, i loro aggiornamenti e il loro impiego entro sistemi informativi complessi, ad es. nei sistemi di accesso ad una biblioteca digitale.

### Tipologia
Nei diversi settori disciplinari e nelle diverse professioni si incontrano classificazioni di generi molto vari.
Un primo genere di classificazione consiste nel collocare le entità in una gerarchia lineare di classi collegate da una relazione esprimibile come "meglio di" ovvero "valutazione superiore a" (la cui opposta si esprime di conseguenza con "peggio di" o "valutazione inferiore a").
Gli esempi di queste classificazioni sono numerosi: votazioni scolastiche, assegnazioni di punteggi nei concorsi, valutazioni di prodotti di consumo in relazione a prestazioni e prezzi, punteggi o pallini assegnati negli annuari dei film, nelle riviste che parlano di dischi, nelle pubblicazioni sportive, etc.
Molto usate sono le classificazioni ad albero o tassonomie, attività che si basano sulla ripartizione dell'insieme di entità da esaminare in sottoinsiemi che raccolgono entità che presentano valori uguali o simili per qualche attributo considerato importante e significativo.
Il tipo basilare è costituito dalle classificazioni ad albero elementare dove si considera un solo attributo, si ripartiscono i suoi possibili valori e si ottiene un elenco con ripartizioni di un solo livello.
A questo genere di classificazioni si possono ricondurre gli usuali elenchi di termini considerati in ordine alfabetico e ripartiti per lettere iniziali.
Le ripartizioni del tipo precedente nel caso di classificazioni di domini estesi e complessi, risultano insufficienti e si sente la necessità di ripartire le loro parti in parti più specifiche e ristrette.
Procedendo in tal modo si ottengono classificazioni ad albero, così come innestando più arborescenze elementari si ottengono arborescenze. Le classificazioni ad albero sono dette spesso tassonomie; per esse si usa anche il termine di dendrogrammi.
Esempi di classificazioni tassonomiche sono:
- classificazione bibliotecaria
- classificazione scientifica o classificazione biologica
- Classificazione dei gruppi semplici finiti
- classificazione medica
- classificazione casuale

Molti schemi di classificazione organizzano mediante un albero gli argomenti di loro competenza, ma arricchiscono questa struttura con collegamenti non gerarchici. 
In particolare v. MSC2000.
Altre classificazioni considerano insufficienti le strutture ad albero e si servono di digrafi aciclici connessi.
Classificazioni di questo genere si riconoscono anche in varie pagine della, ad es. Progetto:Matematica/Elenco di voci sulla teoria dei numeri.

### Procedimenti per la definizione di classificazioni
Le diverse svariate classificazioni vengono definite con diversi tipi di procedimenti.
La classificazione statistica, attività che si serve di un algoritmo statistico che individua una rappresentazione di alcune caratteristiche di una entità da classificare (oggetto o nozione) e le associa una etichetta classificatoria. 
Si vedano anche apprendimento automatico (machine learning) e apprendimento supervisionato (supervised learning).
Esempi di questi algoritmi sono:
- classificatore bayesiano ingenuo (Naïve Bayes);
- Rete neurale artificiale
- macchine a vettori di supporto (SVM);
- regressione logistica;

Talora si usa l'aggettivo "statistica" anche per classificazioni utilizzate per costruire indicazioni statistiche sulle entità assegnate ai diversi contenitori di una classificazione, soprattutto nel caso delle tassonomie, mentre nella definizione della classificazione non si sono utilizzati precisi metodi statistici.